# Wallenthalerhöhe
Wallenthalerhöhe ist ein Ortsteil der Gemeinde Kall im Kreis Euskirchen, Nordrhein-Westfalen. Bis 1971 gehörte der Ort zum Kreis Schleiden. Das kleine Dorf liegt auf 415 m ü. NHN.
Der Ort liegt zwischen Wallenthal und Anstois. An der vielbefahrenen Kreuzung treffen die Landesstraßen 105 und 206, beide vom nahegelegenen Kall kommend, auf die Kreisstraße 27. Die Querung im Kreuzungsbereich bildet die Bundesstraße 266, die von Mechernich nach Gemünd führt.
Die VRS-Buslinie 805 der RVK, die als TaxiBusPlus nach Bedarf verkehrt, stellt den Personennahverkehr mit den angrenzenden Orten und Kall sicher. Zusätzlich verkehren an Schultagen einzelne Fahrten der Linie 808.
| Linie | Verlauf |
| ----- | --- |
| 805   | MiKE / AST-Verkehr: Kall Bf – Kall Heistert – Wallenthalerhöhe – Wallenthal – Scheven – Dottel |
| 808   | Euskirchen Bf – Euenheim – Wißkirchen – Obergartzem – Firmenich – Schaven – Kommern – (Kommern-Süd –) Mechernich Stiftsweg – Mechernich Bf (– Roggendorf – Denrath – Kalenberg – Wallenthal – Wallenthalerhöhe – Kall Bf) |